# 당산대형
《당산대형》(중국어: 唐山大兄)은 1971년 홍콩, 골든 하베스트가 제작한 액션 범죄 드라마 영화이다. 나유(羅維)가 감독, 각본을 맡았다. 이소룡(李小龍)이 주연으로 출연한 첫 극장용 장편 영화이자 그를 스타 반열에 오르게 한 첫 작품이다.
대한민국에서는 신프로덕션에서 수입/배급으로 1973년 10월 28일 스카라 극장에서 개봉하였다.

## 줄거리
고향 당산에 홍수가 나는 바람에 일거리를 잃은 정조안은 삼촌을 따라 태국의 한 차이나타운으로 온다. 태국으로 오면서 정조안은 다시는 싸움을 하지 않기로 어머니와 굳게 약속을 한 상태다. 얼음 공장에서 일하고 있는 허건의 도움으로 정조안은 그와 같은 회사에서 일하게 된다. 한편, 얼음 공장에서는 일부 조직이 얼음에 마약을 넣어 비밀 거래를 하였고, 이를 발견한 공장 직원은 이 조직으로부터 살해를 당하게 된다. 이를 알고서 사장에게 항의하러 간 허건마저 살해를 당한다. 공장 직원들이 단체로 파업을 하며 사장에게 항의를 하자 사장은 정조안을 작업 반장으로 승진시켜 일을 무마시키려 한다. 동료 직원들은 정조안이 변심했다 느끼고 그를 외면한다. 정조안은 이 문제를 스스로 파헤쳐 보기로 마음 먹는다.

## 출연진
| 배우   | 등장인물       | 인물 설명              |
| ------ | -------------- | ---------------------- |
| 이소룡 | 정조안(鄭潮安) | 당산에서 온 청년       |
| 이의   | 챠오 메이      | 허건의 여동생          |
| 전준   | 허건           | 얼음 공장 직원         |
| 진저   |                | 공장장                 |
| 한영걸 | 샤오 미        | 회사 사장              |
| 유영   | 샤오 츈        | 사장 아들              |
| 이곤   | 아군           | 허건의 사촌, 공장 직원 |
| 임정영 | 아옌           | 허건의 사촌, 공장 직원 |
| 금산   | 아산           | 허건의 사촌, 공장 직원 |
| 진회의 | 아페이         | 허건의 사촌, 공장 직원 |
| 두가정 |                | 정조안의 삼촌          |
| 마려련 | 우만           | 화류계 여성            |
| 묘가수 |                | 빙수 장수 아가씨       |

## 한국판 성우진(SBS)
- 박기량 - 정조안(이소룡)
- 장광 - 아군(이곤)
- 이호인 - 허건(전준)
- 김수경 - 메이(이의)
- 최흘 - 사장(한영걸)
- 구자형 - 사장의 아들(유영)
- 황윤걸 - 아산(금산)
- 임성표 - 공장장(진저)
- 차명화 - 빙수 장수 아가씨(묘가수)
- 조동희 - 감독관(피터 토마스)
- 조달호 - 정조안의 삼촌(두가정)

## 특징

절권도(截拳道)의 상징표.

《당산대형》은 이소룡이 본격적으로 주연을 맡은 첫 영화이자 본인이 직접 창시한 무술 절권도(截拳道)를 선보인 첫 영화이기도 하다. 절권도는 이 영화를 시작으로 전 세계적인 무술로 자리매김하게 되었다.
배우 한잉치에 (韓英傑; 한영걸)은 조연으로 나옴과 동시에 이 영화의 무술 감독을 맡기도 했다.
빙수 장수로 잠깐 모습을 드러낸 여배우 먀오커슈(苗可秀)는 비록 여기선 단역이었지만, 이후 이소룡의 차기작 《정무문》, 《맹룡과강》에선 주연을 맡았다.
극의 배경에 맞게 실제 촬영도 태국에 직접 가서 했다.
이 영화에는 이후 이소룡의 영화와는 다르게, 빨간 피를 비롯하여 비교적 잔인함이 강조되고 다소 액션이 과장된 측면이 있는 B급 영화의 요소들이 내제되어 있다.

## 영어 제목
공식적인 영어 제목은 The Big Boss이다. 영어권 나라의 경우 제목에 조금씩 차이가 있다. Fists of Fury (미국), Fists of Glory (유럽), China Mountain Big Brother, Big Brother from the Tang Mountains 등의 제목으로 다양하게 사용되었다.

## 같이 보기
- 골든 하베스트
- 절권도